# Michín
El lago Michín, es un gran lago prehistórico que hace unos 40.000 años ocupó el Altiplano central y meridional de Bolivia, durante el pleistoceno. Actualmente la zona se caracteriza por unas colinas redondeadas de escasa altura, y por la llanura aluvional del lago Poopó y del lago Uru Uru que son los vestigios que han perdurado hasta hoy del Michín. 
Esta extensa superficie lacustre se extiende por el departamento de Oruro; aloja a los salares de Coipasa (3,500 km²) y de Uyuni perteneciente al departamento de Potosí (10,582 km²), en la zona del altiplano; además de varios otros salares menores como los salares de Chiguana, Empexa (2.000 km²), y Acotán.  
El Salar de Uyuni es el desierto de sal más grande del mundo. Se encuentra a 3650 metros de altura en el Departamento de Potosí, Bolivia.
El Michín estaba conectado con otro lago hoy desaparecido llamado Ballivián, en la zona norte.